# Най-красивите цветове и плодове
„Най-красивите цветове и плодове“ (на френски: Choix des plus belles fleurs et des plus beaux fruits) е книга с рисунки от акварел на френския художник Пиер-Жозеф Реду. Книгата включва 144 ботанически илюстрации.
Книгата с цветните илюстрации е издадена във Франция през 1827 г. От май 1827 до юни 1833 г. всички 144 илюстрации са отпечатани. Състои се от 36 части, всяка от които с по 4 илюстрации на цветове, цветни растения или плодове. В продължение на около половин век Пиер-Жозеф Реду работи като художник на кралиците и принцесите във френския кралски двор. Посвещава творбата си с цветята и плодовете на ученичката си Луиз и на принцеса Мери Орлеанска.
Книгата се съхранява във фонда на Националната библиотека на Люксембург в Люксембург.